# Чон Ха Сан Павел
Чон Ха Сан Павел или Павел Чон (кор. 정하상 바오로, 1795[…], Чосон — 22 сентября 1839, Сеул) — святой Римско-Католической Церкви, мученик.

## Биография
Павел Чон был сыном известного в корейской католической общине Августина Чон Як Йонга, который написал первый католический катехизис на корейском языке. Августин Чон Як Йонг принял мученическую смерть за исповедание католицизма в 1801 году. С тех пор семья Павла Чона подвергалась гонениям. После конфискации семейного имущества семья Павла Чона жила в крайней нищете.
В возрасте 20 лет Павел Чон отправился в Сеул, чтобы помогать местной католической общине, которая страдала из-за нехватки священнослужителей. В 1816 году Павел Чон отправился в Китай, где встретился в Пекине с местным католическим епископом, которого попросил прислать на миссию в Корею католических миссионеров. Путешествуя по Китаю, он встречался с европейскими миссионерами, помогая им в их деятельности. Некоторое время он проучился в семинарии, но не окончил её.
В 1839 году Павел Чон был арестован за исповедание католицизма вместе со своей матерью Ю Со Са Цецилией и сестрой Чон Чон Хье Елизаветой. 22 сентября 1839 года Павел Чон был обезглавлен в Сеуле вместе с Ю Чин Гилем Августином.

## Прославление
Чон Ха Сан Павел был беатифицирован 5 июля 1925 года Римским Папой Пием XI и канонизирован 6 мая 1984 года Римским Папой Иоанном Павлом II вместе с группой 103 корейских мучеников.
День памяти в Католической Церкви — 20 сентября.

## Источник
- The New Glories of the Catholic Church. London: Richardson and Son. 1859., стр. 56 — 59